# Lijst van Middelburgers
Dit is een chronologische lijst van Middelburgers. Het betreft personen die zijn geboren in de Nederlandse stad Middelburg.

## 1401-1600
- Paulus van Middelburg (1446-1534), bisschop van Fossombrone, wetenschapper, wiskundige, medicus en chronoloog, heeft een rol gespeeld in de hervorming van de gregoriaanse kalender
- Adriaen Valerius (1570/75-1625), schrijver van liederen en gezangen
- Elisabeth Flandrika van Nassau (1577 – Sedan, 1642), dochter van Willem van Oranje en diens derde echtgenote Charlotte van Bourbon
- Jacob van Geel (ca. 1585 – niet voor 1638)
- Isaac Beeckman (1588-1637), natuurkundige
- Willem Boreel (1591 – Parijs, 1668), Nederlands diplomaat
- Balthazar Gerbier (1592 – ca. 1663), Nederlands-Engels kunstschilder, bouwmeester, diplomaat, letterkundige en kolonist
- Balthasar van der Ast (1593/94-1657), schilder van bloemstillevens
- Pieter Nuyts senior (1598 – Hulst, 1655), koopman in dienst van de VOC en gouverneur van Formosa

## 1601-1700
- Hans Putmans (??? – Delft, 1654), gouverneur van Formosa van 1629 tot 1636
- Adam Boreel(1603 – Sloterdijk, 1665), Nederlands theoloog, hebraïcus
- Hendrick Thibaut (1604 – Middelburg, 1667), Zeeuws regent, burgemeester, raadpensionaris van Zeeland
- Johannes Bosschaert (ca. 1606-1608 – Dordrecht, 1628/1629 of later), kunstschilder
- Pieter van Abeele (1608 – Amsterdam, 1684), medailleur
- François Ryckhals (1609 – Middelburg, 1647), kunstschilder en tekenaar
- Daniël de Blieck (ca. 1610 – Middelburg, 1673), kunstschilder
- Abraham Bosschaert (1612 – Utrecht, 1643), kunstschilder
- Pieter van de Venne (1615 – Den Haag, 1657), kunstschilder
- Philips Angel I (1616 – Middelburg, 1683?), kunstschilder
- Johannes Goedaert (1617 – Middelburg, 1668), natuurhistoricus, entomoloog, illustrator en kunstschilder
- Daniel Six (1620-1674), Nederlands kuiper en koopman
- Ariana Nozeman-van den Bergh (1626/1628 – Amsterdam, 1661), ook Noseman en Nooseman, toneelspeelster
- Pieter Borsseler (1633/34 – Middelburg, na 1787), ook Borselaer, Nederlands portretschilder
- Pieter Nuyts junior (1640? – Etten, 1709), Nederlands dichter, toneelschrijver en vertaler
- Frederik van Leenhof (1647-1715), Nederlands dominee en filosoof
- Steven Blankaart (1650-1704), medicus, natuurkundige en entomoloog
- Jacob Roggeveen (1659-1729), ontdekkingsreiziger
- Cornelis van Bijnkershoek (1673-1743), zeerechtgeleerde
- Pieter Boddaert (1694-1760), Nederlands jurist, dichter, schrijver
- Johan Radermacher (1700-1748), thesaurier en rentmeester-generaal van de Nassause Domeinraad

## 1701-1800
- Reinier de Klerk (1710 – Batavia, 1780), ook Reynier de Klerck, gouverneur-generaal van de VOC
- Petronella Johanna de Timmerman (1723 of 1724-1786), Nederlands dichteres en wetenschapster
- Pieter Boddaert (1733-1795), geneesheer en deskundige op natuurhistorisch gebied
- Jacoba van den Brande (1735-1794), cultuurpersoonlijkheid en feministe
- Laurens Pieter van de Spiegel (1737 – Lingen, 1800), raadpensionaris van Zeeland (1785-1788) en van Holland (1788-1795)
- Johannes Camhout (1739-1797), beeldhouwer
- Engel Hoogerheyden (1740-1807), zeeschilder
- Martinus Slabber (1740-1835), Zeeuws burgemeester en amateur-zoöloog
- Johan Pieter Fokker (1755-1831), wiskundige en politicus
- Marinus Piepers (1771-1861), politicus en kunstschilder
- Pieter Johan Boddaert (1780-1843), Nederlands koopman, politicus
- Johan Steengracht van Oostcapelle (1782 – Parijs, 1846), Nederlands kunstverzamelaar en museumdirecteur
- Jean François Bijleveld (1794-1875), Nederlands politicus
- Marinus Cornelis Paspoort, heer van Grijpskerke en Poppendamme (1797-1874), Nederlands jonkheer en advocaat
- François Pierre Bijleveld (1797-1878), Nederlands burgemeester

## 1801-1850
- Barend Cornelis Koekkoek (1803-1862), landschapsschilder
- Marinus Adrianus Koekkoek (1807-1868) (1807 – Amsterdam, 1868), Nederlands tekenaar en kunstschilder
- Gerardus Hendrik Grauss (1807-1862), stadsarchitect
- Gerrit Adriaan Fokker (1811-1878), Nederlands politicus
- Bernhard Pieter Gesinus van Diggelen (1815-1868), Nederlands waterstaatkundig ingenieur en politicus
- Hermanus Koekkoek (1815 – Haarlem, 1882), Nederlands kunstschilder, etser en tekenaar
- W.C. van der Waeyen Pieterszen (1819-1874), architect en stedebouwkundige
- Hendrik Jacob van der Heim (1824-1890), politicus
- Suzanna Nannette Sablairolles (1829 – Amsterdam, 1867), Nederlands toneelspeelster
- Johan Cornelis Lantsheer (1834-1893), Nederlands burgemeester
- Jan Karel Eduard Koolhaas Aarinksen (1841-1906), Nederlands violist
- Adrien Jonathan Rethaan Macaré (1842-1932), Nederlands politicus en advocaat-generaal
- Marie Boddaert (1844-1914), Nederlands dichteres, schrijfster
- Pieter Lodewijk Tak (1848-1907), journalist en socialist
- Eduard Fokker (1849-1936), Nederlands politicus
- Johannes Govertus de Man (1850 – Middelburg, 1930), Nederlands bioloog

## 1851-1900
- Herman Johannes van der Weele (1852 – Den Haag, 1930), Nederlands kunstschilder
- Johannes van Nieukerken (1854-1913), architect
- Corine Ingelse (1859-1950), beroepsfotograaf
- Mathilde Berdenis van Berlekom (Mathilde Wibaut) (1862-1952), politica, feministe
- Suze Fokker (1864-1900), schilder en (reclame)tekenaar
- Jacobus Willem le Nobel (1866-1924), schilder en glazenier
- Pieter Dumon Tak (1867-1943), burgemeester
- Elisabeth van de Kamer (1869-1944), conrector
- Pieter Cornelis Boutens (1870 – Den Haag, 1943), dichter en classicus
- Cornelis Albert van Assendelft (1870-1945), kunstschilder en tekenaar
- Lide Doorman (1872-1954), kunstschilderes
- Johan Kerkmeijer (1875-1956), ereburger van Hoorn
- Carel Theodorus Scharten (1878 – Florence, 1950), schrijver, dichter en criticus
- Karel Johannes Frederiks (1881-1961), secretaris-generaal binnenlandse zaken tijdens WO II
- Hendrika Catharina Maria Ghijsen (1884-1976), historicus, lexicografe
- Johan Pieter Wibaut (1886-1967), scheikundige
- Floor Wibaut jr. (1887-1974), oogarts en politicus
- Johan Willem Frederiks (1889-1962), jurist, verzekeraar en kunstverzamelaar
- Johannes van Ham (1892-1985), letterkundige
- Jo Schot (1894-1923), voetballer
- Jan Berger (I) (1895-1961), (vakbonds)bestuurder
- Annie Verhulst (1895-1991), toneelactrice
- Caroline Emilie Bleeker (1897 – Zeist, 1985), wiskundige
- Bram Hammacher (1897 - Abano Terme (Italië), 2002), kunstcriticus en kunsthistoricus
- Willem Frederik Karel Gouwe (1898-1962), huisarts en amateurarcheoloog
- Piet Meertens (1899-1985), taalkundige en volkskundige
- Jan van Kamer (1899 - 1965), zorgbestuurder en dirigent

## 1901-1950
- Johannes Jan Versluijs (1901-1969), politicus
- Frederik Hoevenagel (1902-1988), beeldhouwer en medailleur
- Dirk Broeder (1906-1989), schrijver
- Guus de Casembroot (1906-1965), politicus
- Marcus Jan Adriani (1908-1995), botanicus
- Pieter Danielse (1908-1984), politicus
- Péronne Hosang (1909-1972), actrice
- Johannes Jacobus Smit (1910-1941), verzetsstrijder tijdens de Tweede Wereldoorlog, gefusilleerd op de Waalsdorpervlakte
- Estella den Boer (1912-2010), kunstenares
- Jo Mulder (1912-2000), koordirigente, componiste, schrijfster/componiste van kinderoperettes en toonkunstenares
- Etty Hillesum (1914-1943), schrijver en Holocaustslachtoffer
- Frederik Gerard Sprenger (1914-2006), burgemeester
- Dany Tuijnman (1915-1992), politicus, minister
- Pim van der Harst (1917-1994), politicus
- Alfred van Sprang (1917-1960), journalist
- Jan Berger (II) (1918-1978), burgemeester en politicus
- Henri Arnoldus (1919-2002), auteur van Pietje Puk
- Joost Baljeu (1925-1991), schilder, beeldhouwer, architect, grafisch kunstenaar en publicist
- An Goedbloed (1925-2002), beeldhouwer
- Bart Leijnse (1925-2017), biochemicus en hoogleraar
- Hein Cujé (1933-2011), atleet
- Floris Maljers (1933-2022), bestuurder en topfunctionaris
- Willem Laurens Riemens (1933-1995), fotograaf
- Johannes van Damme (1935-1994), zakenman, opgehangen in Singapore
- Tony van Verre (1937-2000), programmamaker, liedjesschrijver
- Petronella Eduarda Maria Rutgers-Sluijter (1939 – Den Haag, 2007), dichteres
- Gerrit Bartel Schoenmakers (1942), politicus en docent
- Mariëlle Fiolet (1943), actrice
- Elisabeth Tuijnman (1943), politica en burgemeester
- Sjaak Hubregtse (1944-2007), neerlandicus en publicist
- Han van den Broeke (1944), schilder en illustrator
- Ko de Jonge (1945), beeldend kunstenaar
- Marc Winter (1945), zanger en muziekproducent
- Cees Maas (1947), Thesaurier-Generaal en bankier
- Marius Boender (1948), fotograaf en beeldhouwer
- Nelleke van der Krogt (1948), presentatrice

## 1951-2000
- Jaap Gelok (1951), politicus
- Henk Don (1954), econoom, directeur Centraal Planbureau 1994-2006, hoogleraar econometrie
- Neeltje Adriana Kalsbeek-Jasperse (1955), juriste, lid van de Tweede Kamer
- Hans Laroes (1955), journalist
- Albert de Vries (1955), politicus
- Heddie Nieuwdorp (1956), wielrenner
- John Vermeule (1961), atleet
- Kersten Bijleveld (1963), predikant en theoloog
- Chris Simons (1965), politicus
- Martin de Haan (1966), schrijver, vertaler en fotograaf
- Robert Oey (1966), filmmaker
- Irma Heeren (1967), triatlete
- Volkert van der Graaf (1969), moordenaar van Pim Fortuyn
- Carolijn Lilipaly (1969), televisiepresentatrice
- Stefan de Vries (1970), journalist en schrijver
- Antoin Peeters (1975), verslaggever en nieuwslezer
- Danny Vera (1977), singer-songwriter, muzikant
- Elisabeth Willeboordse (1978), judoka
- Joëlle van Noppen (1980 – Tripoli, 2010), zangeres
- Lionel Godfried Lord (Middelburg of Vlissingen, 1980), profvoetballer
- Nick van der Lijke (1991),  wielrenner
- Isabel Provoost (1999), zangeres

## 2000-heden
- Indy Godschalk (2003), judoka